# Aloïs Catteau
Aloïs Catteau (Tourcoing, Francia, 11 de agosto de 1877-1 de noviembre de 1939) fue un ciclista belga.

## Biografía
Comenzó su carrera profesional en 1903 en el Tour de Francia con el equipo La Française. Ya en la primera etapa alcanzó la séptima plaza. Fue su mejor resultado individual en el evento. Al final terminó décimo en la general. 
Al año siguiente alcanzó el tercer puesto al final del Tour de Francia. En 1905 fundó su propio equipo ciclista, Catteau Cycles, y partió con este nuevamente en el Tour de Francia. Al final terminó 11º. Al año siguiente corrió para el equipo Alcyon-Dunlop y terminó sexto en la general del Tour. En la gira París-Tourcoing terminó tercero. En 1907 comenzó como ciclista en solitario sin equipo y terminó noveno en la general en el Tour de Francia de 1907. En 1908 volvió a estar al servicio del Alcyon-Dunlop y partió por última vez en el Tour de Francia. Al final, sin embargo, solo terminó 21 en la general. 
Luego compitió solo en carreras de ruta más pequeñas antes de terminar su carrera profesional en 1911 después de otro intento fallido de conducir en el Tour de Francia.

## Palmarés
- 1904
  - 3º Tour de Francia

## Resultados en el Tour de Francia
Durante su carrera deportiva ha conseguido los siguientes puestos en el Tour de Francia:
| Carrera         | 1903 | 1904 | 1905 | 1906 | 1907 | 1908 | 1909 | 1910 | 1911 |
| --------------- | ---- | ---- | ---- | ---- | ---- | ---- | ---- | ---- | ---- |
| Tour de Francia | 10º  | 3º   | 11º  | 6º   | 9º   | 21º  | -    | -    | Ab.  |